# Travolti da un insolito destino nell'azzurro mare d'agosto
Travolti da un insolito destino nell'azzurro mare d'agosto è un film del 1974 scritto e diretto da Lina Wertmüller.

## Trama
Raffaella Pavone Lanzetti, una ricca borghese di Milano, anticomunista e repubblicana, passa le sue vacanze su uno yacht in mezzo al mar Mediterraneo assieme ai suoi ricchi e viziati amici. Durante la crociera non fa altro che rimarcare il proprio elevato rango sociale, umiliando i suoi sottoposti, tra cui Gennarino Carunchio, marinaio siciliano comunista e dal carattere scontroso, che nutre sentimenti di insofferenza e disprezzo verso i ricchi turisti, ma che deve suo malgrado servire per sopravvivere.
Gennarino deve soddisfare le richieste della "padrona", fino a che, per un guasto al motore di un gommone, i due si ritroveranno soli in mare aperto. Approdati su un'isola deserta, i ruoli si invertono e la Pavone Lanzetti, col suo fare spocchioso e non potendo da sola provvedere alla propria sopravvivenza in quanto incapace di pescare e costruire un rifugio, si vede costretta a elemosinare l'aiuto di Gennarino, attirando a sé, da parte di lui, attenzioni di rivalsa al limite della violenza, che sfociano in rapporti sessuali consensuali. Gennarino l'aiuta perciò dandole da mangiare e offrendole rifugio nella capanna da lui trovata sull'isola, ma solo a seguito della resa della ricca donna. Con il tempo si stabilisce così un rapporto sempre più stretto e passionale, finché non finiscono per innamorarsi l'uno dell'altra. 
In uno dei tanti momenti intimi che hanno insieme, Raffaella confessa a Gennarino di non essersi mai sentita così felice e così donna in vita sua e che non rimpiange affatto la società che ha lasciato alle spalle in cui non era autentica.
Dopo che in un'occasione Raffaella evita di farsi notare da una barca apparsa in lontananza, non chiamando quindi soccorso per non infrangere quello che entrambi vivono come un magnifico sogno ad occhi aperti, in una seconda occasione Gennarino, nonostante l'opposizione di Raffaella, decide di farsi trarre in salvo, in modo da mettere alla prova l'amore di lei.
Tornati nella civiltà, anche se il loro amore si conserva, il differente rango sociale li separa bruscamente. Alla fine, l'uomo cerca di convincere l'amata a tornare insieme a lui sull'isola, ma Raffaella non se la sente e scappa in elicottero col marito. A Gennarino non resta quindi che tornare con la moglie, che, nel frattempo, ha capito tutto.

## Produzione

### Riprese
Gli scenari del film sono scorci della Sardegna. Il film venne girato lungo la costa orientale sarda, nel golfo di Orosei in provincia di Nuoro; l'imbarcazione noleggiata per le riprese della prima parte del film è il classe J Shamrock V, che a quel tempo portava il nome Quadrifoglio. La spiaggia dello sbarco dei due naufraghi è Cala Fuili, nel comune di Dorgali. La spiaggia di Cala Luna, a cavallo fra il comune di Dorgali e quello di Baunei, fu set di un'altra buona parte delle riprese. Il rifugio di Carunchio e le scene più sensuali vennero girate nelle dune di Capo Comino, località del comune di Siniscola.
Nonostante nel film sembri che i naufraghi percorrano un'unica spiaggia, in realtà questi lidi sono distanti tra di loro parecchi chilometri. La scena finale della partenza dell'elicottero è invece ambientata a Arbatax, in Ogliastra, sempre in provincia di Nuoro. Gli stessi luoghi furono scelti anche per il remake diretto da Guy Ritchie.

## Colonna sonora
Le musiche originali sono di Piero Piccioni. La canzone che si sente in sottofondo durante la telefonata tra Gennarino e Raffaella quasi al termine del film è la celebre Signora mia cantata da Sandro Giacobbe, grande successo dell'estate 1974.

## Distribuzione
Distribuito dalla Medusa Film il 13 dicembre 1974, fu uno dei più grandi incassi in Italia della stagione cinematografica 1974-75, risultando come il quinto maggiore incasso della stagione.

## Premi
- 1975: David di Donatello per il miglior musicista

## Citazioni
- A un certo punto, quando finalmente scoppia l'amore tra i due, Raffaella recita alcuni versi del poeta Sandro Penna, «Oh non ti dare arie di superiorità…».
- Alla fine del film, deluso e ubriaco, Gennarino si rivolge al mare, dicendo: «Mare traditore, che mi fosti amico un tempo e poi mi camminasti sopra il cuore». Con queste parole Lina Wertmüller mette in bocca all'incolto e rozzo Gennarino una parafrasi dei versi finali del famoso Epodo di Strasburgo, bellissima poesia della lirica greca arcaica, attribuita ad Archiloco o ad Ipponatte, nella traduzione di Salvatore Quasimodo: «Questo vorrei vedere che tu soffra, / tu che m'eri amico un tempo / e poi mi camminasti sopra il cuore».

## Remake
Del film è stato realizzato un remake dal titolo Travolti dal destino (Swept Away), del 2002, diretto dal regista Guy Ritchie e con protagonisti Madonna e Adriano Giannini, figlio di Giancarlo. Il film fu però stroncato dalla critica e snobbato dal pubblico.